# Einrichtung zur Netzüberwachung mit zugeordneten Schaltorganen
Eine Einrichtung zur Netzüberwachung mit zugeordneten Schaltorganen (ENS) ist eine automatische Freischaltstelle für kleine Stromerzeugungsanlagen bis 30 kW Spitzenleistung. Sie garantiert, dass sich der Wechselrichter bei Stromausfall oder Netzabschaltung auf jeden Fall selbständig vom Stromnetz trennt, um eine Inselbildung und dadurch erfolgende Rückspeisungen in das Stromnetz zu verhindern, die möglicherweise zu gefährlichen Auswirkungen führen könnten. Erarbeitet wurden die Anforderungen an eine ENS von der Berufsgenossenschaft der Feinmechanik und Elektrotechnik, zusammen mit der VDEW-Projektgruppe „TAB für Kleinkraftwerke“.

## Technik
Bei der ENS handelt es sich um eine Sicherheitseinrichtung. Entsteht bei der Abtrennung eines Teilnetzes ein ungewolltes Inselnetz, wird dies erkannt und der Erzeuger wird vom Netz getrennt. Es werden die elektrische Spannung, Netzfrequenz und die Impedanz des Netzes überwacht. Die Inselbildung wird entweder an einem Sprung der Netzimpedanz oder durch das Überschreiten von Frequenz- oder Spannungsgrenzwerten erkannt. Bei einphasigen Wechselrichtern kann die Spannungsüberwachung auch dreiphasig ausgeführt werden. Dann entfällt die Impedanzüberwachung. Bei trafolosen Wechselrichtern ist zusätzlich noch eine Isolationsüberwachung und ein allstromsensitiver Fehlerstrom-Schutzschalter (Typ B) vorgeschrieben.
Die ENS-Anforderungen fordern eine redundante Ausführung, d. h. die Überwachungseinrichtung ist zweifach vorhanden. Die Wahrscheinlichkeit, dass beide (unabhängige) Überwachungssysteme ausfallen, ist sehr gering. Deshalb kann bei Anlagen mit ENS auf eine dem Verteilnetzbetreiber jederzeit zugängliche Freischalteinrichtung und die jährliche Überprüfung dieser Freischalteinrichtung verzichtet werden. Nach der Vornorm DIN V VDE V 0126-1-1 vom Februar 2006 kann bei kleinen Erzeugungsanlagen für elektrische Energie, die in das öffentliche Niederspannungsnetz einspeisen, die Freischalteinrichtung entfallen, falls diese über eine ENS verfügen.

## Benennung
Seit der 2005er Fassung der VDE 0126 heißt die Freischaltstelle nicht mehr „Einrichtung zur Netzüberwachung mit zugeordneten Schaltorganen“, sondern: „Selbsttätige Schaltstelle zwischen einer netzparallelen Eigenerzeugungsanlage und dem öffentlichen Niederspannungsnetz“. In der am 1. Februar 2006 gültig gewordenen Vornorm DIN V VDE V 0126-1-1 wird der Begriff ENS ausdrücklich nicht mehr verwendet.
Die Verteilnetzbetreiber setzen diese Norm durch die Ergänzenden Hinweise zur VDEW Richtlinie, Sept. 2005 „Eigenerzeugungsanlagen am Niederspannungsnetz 4. Ausgabe 2001“ um und führen dazu aus, dass der Begriff „ENS“ künftig als Synonym für die Freischaltstelle vermieden werden soll, da bisher nach dem Normentwurf E DIN VDE 0126 automatisch die Impedanzmessung als Kriterium zur Erkennung des Inselbetriebs gemeint war.
Die Abkürzung ENS blieb danach noch umgangssprachlich weiter in Gebrauch für eine Netzüberwachung, auch weil es Anbieter gab, die das Kürzel im Produktnamen weiter führten.

## 50,2-Hz-Problem
In der VDE 0126 wurde die Grenze für den Überfrequenzschutz von Anlagen am Niederspannungsnetz auf 50,2 Hz festgelegt. Dies war der Grund für das 50,2-Hz-Problem. Hierbei ging es um das gleichzeitige Abschalten von mehreren Gigawatt Erzeugungsleistung im Niederspannungsnetz, sollte während einer (seltenen) Netzstörung, dem sog. System Split, die Frequenz auf über 50,2 Hz ansteigen. Würden sich alle Photovoltaikanlagen beim Erreichen der 50,2 Hz gleichzeitig vom Netz trennen, hätte dies einen sehr starken Sprung in der Erzeugungsleistung zur Folge. Die Netzfrequenz würde plötzlich stark abfallen. Um eine "weichere" Frequenzänderung herbeizuführen, wurden bei über 300.000 PV-Anlagen mit einer Leistung größer 10 kW andere Schwellwerte eingetragen, diese sind zwischen 50,2 Hz und 51,5 Hz zufällig verteilt. Neuere Anlagen reduzieren in diesem Frequenzbereich ihre Einspeisung. Gesamt gesehen geht so die solare Einspeiseleistung stetig zurück, sobald die Frequenz über 50,2 Hz ansteigt. Beim Erreichen von 51,5 Hz sind schließlich alle Solaranlagen vollständig heruntergefahren.
Diese Nachrüstung wurde gesetzlich durch die Systemstabilitätsverordnung begleitet.

## Folgenormen
Eine Übernahme in das europäische Normenwerk ist nicht direkt erfolgt, obwohl die VDE 0126 auch im Ausland (Frankreich, Belgien, Tschechien etc.) eingesetzt wurde. Für Mikro-Generatoren bis 16 A wurde auf Europäischer Ebene die EN 50438:2013 (Anforderungen für den Anschluss von Klein-Generatoren an das öffentliche Niederspannungsnetz) erarbeitet. Diese Norm ist mittlerweile in der EN 50549-1:2019 (Anforderungen für zum Parallelbetrieb mit einem Verteilnetz vorgesehene Erzeugungsanlagen – Teil 1: Anschluss an das Niederspannungsverteilnetz) aufgegangen, die auch Generatoren am Niederspannungsnetz über 16 A Nennstrom erfasst. Die Funktion der ENS wird dabei von dem Schnittstellenschutz (engl. interface protection) übernommen.
In Deutschland werden die meisten Aufgaben der VDE 0126 mittlerweile durch die VDE-AR-N 4105:2011-08 (Technische Mindestanforderungen für Anschluss und Parallelbetrieb von Erzeugungsanlagen am Niederspannungsnetz) beschrieben, die aktuelle zweite Ausgabe ist die VDE-AR-N 4105:2018-11. In der Anwendungsregel 4105 wird der Begriff Netz- und Anlagenschutz oder kurz NA-Schutz für die Netzüberwachung benutzt. In der Folgeversion der VDE V 0126-1-1:2013-08 wurde das Thema nicht mehr selber behandelt, sondern es wurde an vielen Stellen auf die Anwendungsregel 4105 verwiesen. Für die Anwender der VDE 0126-1-1 im Ausland wurde das Dokument noch einige Zeit benötigt; nach Wegfall dieser Nutzerbasis ist es zurückgezogen worden.

## Österreich

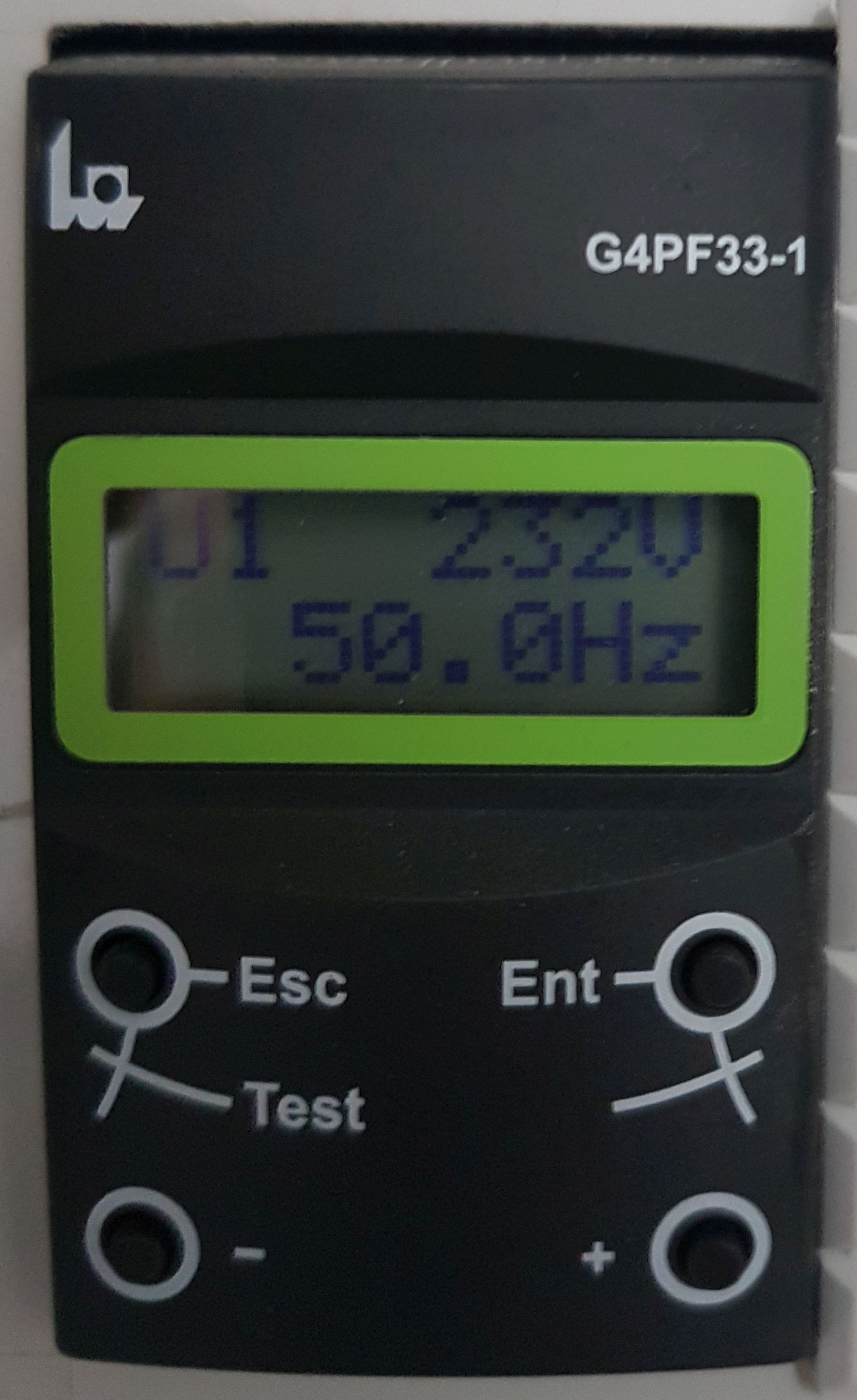
DSL Gamma G4PF33-1 Frequenz und Spannungsüberwachungsrelais. Verwendet als externer vollautomatischer Entkuppelschutz in einer Photovoltaikanlage in Dornbirn, Vorarlberg, Österreich

Zusätzlich muss bei Anlagen mit einer selbsttätig wirkenden Freischaltstelle (z. B. bei zertifizierten Wechselrichtern) ab 30 kVA Anlagengesamtleistung, bei Anlagen ohne selbsttätig wirkender Freischaltstelle ab 0 kVA, ein externer Entkupplungsschutz vorhanden sein (gemäß TOR D4 Erzeuger), welcher die gesamte PV-Anlage im Fehlerfall oder bei Ausfall der Verbindung zum öffentlichen Energienetz abschaltet.